# Театр «ПоеТ»
Театр «ПоеТ» — перший поетичний театр у якому грають не лише актори, але й відомі поети, а у виставах використовуються вірші.

## Історія
Театр засновано у Києві 2011 року Андрієм Грязовим, який став першим його очільником.

Відкриття театру відбулося 19 грудня 2011 року виставою «Лечение Любовью», хоча глядачі перейменували її на «Исповедь».

До складу театру увійшли поети ГО «Каштановий Дім» та учасники Поетичної Ліги.
Акторське ядро театру складали Андрій Грязов, Софія Фрунзе, Олена Шелкова, Марія Китаєва та Марія Луценко.

У травні 2012 року театр був запрошений до участи у Міжнародному фестивалі «Поетична Ліга», після чого Олена Шелкова стала примою театру. Інші ж учасники узяли участь в зйомці кліпу «Черная кошка». 

3 липля 2012 року в Києві була створена постановка «Андреленовый эликсир», яка стала справжньою сенсацією. Прем'єра відбулася у Будинку Актора.

Починаючи з 25 липня 2012 року театр поїхав на гастролі, які відбувалися в межах України. Театр з виставою «Андреленовый эликсир» об'їхав територію України.

У серпні 2012 року адміністратором театру стала Софія Фрунзе.

16 вересня 2012 року театр дав виставу в рамках фестивалю для людей з особливими потребами «ПАВЛОВФЕСТ».

Наприкінці вересня 2012 року головні актори театру були запрошені на Волошинський фестиваль, а одразу після того, як повернулись до Києва, брали участь у Міжнародному фестивалі «Каштановий Дім».

8 жовтня 2012 року театр дав виставу в Сумах, на гусарському святі.

27 жовтня 2012 року відбулася прем'єра вистави «Любовь and Helloween».

## Провідні вистави
1. «Андреленовый эликсир»;
2. «Лечение Любовью»;
3. «Исповедь»;
4. «Любовь and Heloween».